# Ксенця Януша (станция метро)
Кщеньча Януша (Księcia Janusza, с пол. — «Князя Януша») — станция линии M2 Варшавского метрополитена. Располагается в районе Воля на пересечении улиц Гурчевской и Князя Януша, по которой станция и получила своё название. Станция открыта 4 апреля 2020 года в составе участка Рондо Дашиньскего — Кщеньча Януша.
Станция получила своё название по прилегающей к ней улице Князя Януша, которая, в свою очередь названа в честь князя Януша Мазовецкого.

## История

### Название и расположение
26 ноября 2011 года был объявлен конкурс архитектурно-строительной концепции первой очереди западного и северо-восточного участков линии II Варшавского метрополитена. 25 июня 2012 года он был завершён, а 21 сентября 2012 года были подписаны контракты с победителями. Задание на проектирование трех станций на западном участке было поручено конструкторскому бюро „Metroprojekt”. В то время станция уже была под рабочим названием «Князя Януша» и имела обозначение C6. В сентябре 2013 года городской совет окончательно утвердил текущее название будущей станции.

### Строительство
Подрядчик при строительстве, турецкая компания Gülermak, выиграла тендер, объявленный 29 октября 2015 года . 16 сентября 2016 года Мазовецкий воевода Здзислав Сипьера выдал разрешение на строительство станции «Князя Януша». 29 сентября 2016 года был подписан договор на строительство станции . Строительные работы начались 26 ноября 2016 года, после перекрытия улицы Гурчевской  . В первые месяцы проводились работы по переносу подземных сооружений и коммуникаций. В апреле 2017 года началось строительство стен станции по технологии стены в грунте. 11 апреля 2017 года главный инспектор строительного надзора отменил решение воеводы о выдаче разрешения на строительство станции и направил дело на новое рассмотрение . Тем не менее, строительные работы не были приостановлены, и 26 апреля власти воеводства вновь выдали разрешение на строительство. В июле 2017 года начались первые раскопки, а в августе монтажные работы по обустройству опалубки потолка станции. 11 августа в потолке станции был заложен краеугольный камень и составлен основополагающий акт  . Во второй половине августа начались раскопки методом под-потолка на уровне -1, соответствующего расположению будущего вестибюля . В октябре, после завершения первых работ в восточной части станции, начались работы по раскопкам на уровне -2, соответствующего местоположению будущей платформы и путей.
Станция открыта для пассажиров 4 апреля 2020 года.
Длина станции составляет 606,1 м, а объем объекта - 188 480 м³.